# NGC 7332
NGC 7332 este o edge-on galaxy⁠(d) situată în constelația Pegas. A fost descoperită în 19 septembrie 1784 de către William Herschel. Se află la o distanță de 21,48 de megaparseci de Pământ.